# Крюгер, Ральф
Ральф Крю́гер (нем. Ralph Krueger; род. 31 июля 1959, Виннипег, Канада) — немецкий хоккеист, тренер и спортивный функционер. Главный тренер сборной Европы на Кубке мира по хоккею с шайбой 2016 года, а также клубов НХЛ «Эдмонтон Ойлерз» и «Баффало Сейбрз». Бывший президент футбольного клуба «Саутгемптон».

## Биография
Воспитанник канадского хоккея. Начинал играть в хоккей в Канаде. В сезоне 1977/78 выступал за клуб второго дивизиона ФРГ «Дуйсбург». После этого ещё один сезон отыграл в Северной Америке, после чего окончательно перебрался в Германию. Провёл более 350 матчей в хоккейной лиге ФРГ, забросил 187 шайб и отдал 186 голевых передач. В сезоне 1980/81, защищая цвета «Дюссельдорфа», Крюгер стал лучшим бомбардиром лиги с 22 шайбами. За сборную ФРГ выступал на чемпионатах мира 1981 и 1986 годов.
В 1989 году стал играющим тренером «Дуйсбурга» (не имея тренерской лицензии, поэтому официально команду возглавлял Иржи Ханцль). В следующем году покинул клуб из-за разногласий с руководством клуба. С 1991 по 1998 год — главный тренер австрийского клуба «Фельдкирх». С клубом Ральф завоевал 5 чемпионств и 3 трофея Альпийской лиги. В 1998 году выиграл также Европейскую хоккейную лигу, в финале переиграв московское «Динамо» со счётом 5:3. В 1998 году возглавил только что вступившую в элиту мирового хоккея национальную команду Швейцарии, которой руководил на протяжении 12 лет. В октябре 2009 года было объявлено, что у руля сборной Швейцарии Крюгера заменит Шон Симпсон после Олимпиады 2010 года в Ванкувере. В июле 2010 года был назначен помощником тренера «Эдмонтон Ойлерз». 27 июня 2012 года возглавил клуб как главный тренер. В июне 2013 года был освобождён от своих обязанностей. На Олимпиаде 2014 года в Сочи консультировал канадскую сборную. С января 2014 года работал в руководящем отделе английского футбольного клуба «Саутгемптон». 12 марта 2014 года назначен директором клуба. В 2016 году возглавил сборную Европы на Кубке мира по хоккею с шайбой.
Сын — Юстин Крюгер, профессиональный хоккеист.